# 地方代表理事会
地方代表理事会（縮寫为DPD）是印度尼西亚立法机关人民协商会议的上议院。與人民代表會議（下议院）不同的是，它的權限僅限於與地方政府相關的法案，只能向人民代表會議提出法案及對法案提出建議，沒有直接立法權。

## 構成
地方代表理事会的成員每五年由選舉選出，選舉為無黨制。議員總數不得超過人民代表會議議員總數的三分之一。印尼38個省份各選出4名議員，總數為152名。

## 歷任議長
- 吉南查尔·卡尔塔萨斯米塔（英语：Ginandjar Kartasasmita）（2004年10月2日－2009年10月1日）
- 伊爾曼·古斯曼（英语：Irman Gusman）（2009年10月2日－2016年10月11日）
- 穆罕默德·薩利赫（2016年10月12日－2017年4月3日）
- 烏斯曼·沙普達·奧當（英语：Oesman Sapta Odang）（2017年4月4日－2019年9月30日）
- 拉·尼亞拉·馬塔里提（英语：La Nyalla Mattalitti）（2019年10月1日－）